# Денис Тито
Вижте пояснителната страница за други значения на Тито.
Денис Антъни Тито (на английски: Dennis Anthony Tito) е американски мултимилионер, известен и с факта, че е първият космически турист, който сам си е платил билета, давайки за участието си за полет в Космосa не напълно установена сума, в порядъка на 12 - 20 млн. долара. Той самият предпочита да бъде наричан „независим изследовател“, а не „турист“, откакто е изпълнил няколко научни експеримента там, за което е подготвен от специалните си образование и квалификация - има висше образование по астронавтика и аеронавтика и е участвал в научна дейност в полза на НАСА.
Тито става кандидат на проект на пионерската компания МирКорп на Федералната космическа агенция, но Космическа станция Мир е свалена от орбита и затова се насочва към компания за космически туризъм Спейс Адвенчърс (Space Adventures, Ltd), под чието ръководство излита на космически полет Союз ТМ-32 на 28 април 2001 г. и прекарва почти 8 денонощия в Космоса, като прави 128 обиколки на Земята.